# Allotoca zacapuensis
Allotoca zacapuensis, más conocido como tiro de la Laguna de Zacapu, es una especie de pez de la familia Goodeidae, endémica de la Laguna de Zacapu y el río Angulo en Zacapu, Michoacán, México.

## Coloración características corporales
El color de fondo del cuerpo es marrón grisáceo en ambos sexos. Reflejos de color azul, rosa y verde aparecen a lo largo de la línea media y el vientre. El lado del cuerpo muestra una serie de 10 a 14 barras verticales, que son amplios y más prominente en la mitad posterior del cuerpo. La región longitudinal tiene manchas oscuras, a veces más abundantes en el medio. Las escalas de las partes superiores del cuerpo presentan un retículo de color oscuro. La región abdominal Posee un área oscura de color marrón. La aleta dorsal es luz naranja, aleta anal y la aleta caudal son de color amarillo o naranja, las aletas pares son hialina. El tamaño promedio del pez es de 3 cm aunque el ejemplar más grande documentado es de apenas 5 cm, a pesar de esto, el tiro de la Laguna de Zacapu se encuentra entre las especies de Allotoca más grandes.
Debido a su aspecto poco llamativo, el Allotoca zacapuensis no es muy apreciado para ser un pez de acuario.

## Hábitat
Este pez se encuentra exclusivamente en la laguna de Zacapu, por lo general cerca de las orillas entre 50 y 100 cm de profundidad, esto se debe a que la temperatura del agua no debe superar los 23°, ya que es muy difícil que sobrevivan. El fondo de donde habitan está formado básicamente de barro, y este pez prefiere lugares con mucha vegetación, es decir, con muchas plantas para ocultarse y desovar. Este pez solo se ha recogido en dos sitios, y solo se encuentra distribuido en el 5% de la Laguna de Zacapu.
J. Lyons describe que esta especie está en peligro, comenta: Estable pero muy rara.

## Dieta
Los dientes son típicos para Allotoca y sugieren un hábito de alimentación carnívora.

## Taxonomía
A. zacapuensis es la especie de Alloteca descrita más recientemente, para ser exacto en 2001 por M. K. Meyer, O. C. Domínguez, A.C. Radda y C. E. Benítez, con la captura del holotipo de sexo masculino de 22,1 mm de longitud, estas personas fueron quienes dieron el nombre científico el 14 de febrero de 2001. Aunque en realidad quien lo reconoció como una nueva especie fue el inglés  Derek Lambert.